# Blue Foundation
Blue Foundation — данський музичний дует, який був заснований у 2000 році у Брукліні. Нині до складу входять: Тобіас Вільнер та Бо Ранде. 
Найбільшу популярність гурт здобув після виходу у 2004 році другого альбому - "Sweep of Days", пісня Sweep з якого була використана у фільмі Поліція Маямі.
У 2007 році у Скандинавії вийшов третій повноцінний альбом "Life of a Ghost". У 2008 році пісня Eyes on Fire з цього альбому стала саундтреком у фільмі Сутінки. Цікаво, що альбом "Life of a Ghost" у США вийшов аж у 2009 році, на два роки пізніше, ніж у країнах Скандинавії.
У 2011 році, в українському телевізійному серіалі "Щоденники Темного" пісня з альбому "Sweep of Days" - Bonfires стала саундтреком.

## Стиль
Характерною ознакою музики Blue Foundation є звичні для трип-хопу досить повільний темп, приглушене звучання брейкбіту, тяжіння до звуків, узятих зі старих платівок (джазових, соул, естрадних), загальна похмура депресивна забарвленість, деяка відчуженість вокальних партій. Іноді текст співається приглушеним голосом або навіть пошепки.
У поєднанні з трип-хопом також використовуються такі напрямки як шугезинг, електроніка, інді-рок, дрім-поп, альтернативний рок.

## Дискографія
Студійні альбоми
- Blue Foundation - 2001
- Sweep of Days - 2004
- Solid Origami collected - 2006, перероблений та міксований
- Life of a Ghost - 2007/2009

### Сингли
- Hollywood & Hide 7" (Moshi Moshi Records 2000)
- Hollywood & Wiseguy 12" (April Records 2000)
- As I Moved On 12" (Virgin 2003)
- End of the Day (Virgin 2004)
- This is Goodbye (Virgin 2005)
- Embers 7" (Jack To Phono Records 2005)
- Crosshair (Virgin 2006)
- Enemy (EMI 2007)
- Eyes on Fire (EMI 2009)
- Watch you Sleeping feat. Mark Kozelek / Dream (3:11PM) (DPC Records 2009)
- Heads on Fire (DPC Records 2011)
- Broken Life (2011)
- Red Hook (DPC Records 2011)